# 위던

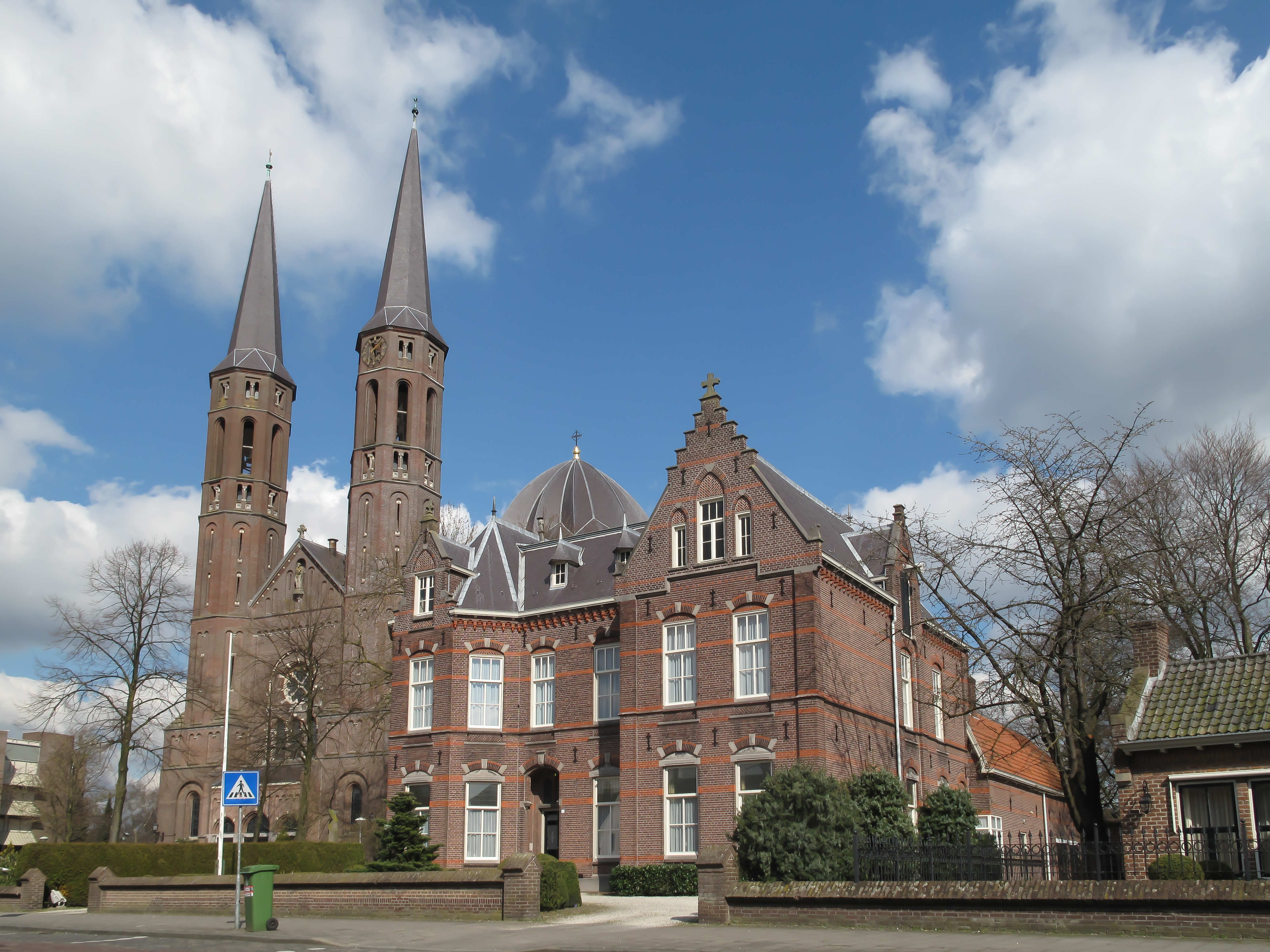
위던 신트페트뤼스 교회

위던의 위치

위던(네덜란드어: Uden)은 네덜란드 남부 노르트브라반트주의 도시로 면적은 67.53km2, 높이는 16m, 인구는 41,663명(2017년 8월 기준), 인구 밀도는 621명/km2이다.
1190년경에 작성된 문헌에 처음으로 등장했으며 1324년부터는 팔켄뷔르흐안더횔(Valkenburg aan de Geul) 가문의 지배를 받았다. 80년 전쟁이 진행 중이던 1631년에 종교의 자유를 보장받았고 1648년에 체결된 베스트팔렌 조약에 따라 종교에 대한 관용을 보장받았다. 왕립 네덜란드 공군이 사용하고 있는 폴컬 공군 기지(Volkel)가 위치한다.

시기
시 문장

## 자매 도시
- 독일 립슈타트